# Фінал кубка Англії з футболу 1948
Фінал кубка Англії з футболу 1948 — 67-й фінал найстарішого футбольного кубка у світі. Учасниками фіналу були «Манчестер Юнайтед» і «Блекпул». Володарем кубкового трофею став «Манчестер Юнайтед».

## Шлях до фіналу
| «Манчестер Юнайтед» | «Манчестер Юнайтед» | «Манчестер Юнайтед»      | Раунд           | «Блекпул»           | «Блекпул» | «Блекпул»                   |
| ------------------- | ------------------- | ------------------------ | --------------- | ------------------- | --------- | --------------------------- |
| Суперник            | Результат           | Матчі                    |                 | Суперник            | Результат | Матчі                       |
| «Астон Вілла»       | 6—4                 | 6—4 на виїзді            | Третій раунд    | «Лідс Юнайтед»      | 4—0       | 4—0 вдома                   |
| «Ліверпуль»         | 3—0                 | 3—0 вдома                | Четвертий раунд | «Честер»            | 4—0       | 4—0 вдома                   |
| «Чарльтон Атлетік»  | 3—0                 | 3—0 вдома                | П'ятий раунд    | «Колчестер Юнайтед» | 5—0       | 5—0 вдома                   |
| «Престон Норт-Енд»  | 4—1                 | 4—1 вдома                | Шостий раунд    | «Фулгем»            | 2—0       | 2—0 на виїзді               |
| «Дербі Каунті»      | 3—1                 | 3—1 на нейтральному полі | 1/2 фіналу      | «Тоттенгем Готспур» | 3—1       | 3—1 дч на нейтральному полі |

## Матч
| 24 квітня 1948 |

| Манчестер Юнайтед                      | 4:2      | Блекпул                          |
| -------------------------------------- | -------- | -------------------------------- |
| Роулі 28', 70' Пірсон 80' Андерсон 82' | Протокол | Шимвелл 12' (пен.) Мортенсен 35' |

| Вемблі, Лондон Глядачів: 99 842 Арбітр: Джек Баррік |

|  |  |

|                  |  |                |  |
|                  |  |                |  |
| В                |  | Джек Кромптон  |  |
| З                |  | Джон Астон     |  |
| З                |  | Джекі Кері (к) |  |
| ПЗ               |  | Генрі Кокберн  |  |
| ПЗ               |  | Алленбі Чилтон |  |
| ПЗ               |  | Джон Андерсон  |  |
| Н                |  | Чарлі Міттен   |  |
| Н                |  | Стен Пірсон    |  |
| Н                |  | Джек Роулі     |  |
| Н                |  | Джонні Морріс  |  |
| Н                |  | Джиммі Ділейні |  |
| Головний тренер: |  |                |  |
| Метт Басбі       |  |                |  |

|                  |  |                    |  |
|                  |  |                    |  |
| В                |  | Джо Робінсон       |  |
| З                |  | Джон Кросланд      |  |
| З                |  | Едді Шимвелл       |  |
| ПЗ               |  | Х'югі Келлі        |  |
| ПЗ               |  | Ерік Гайвард       |  |
| ПЗ               |  | Гаррі Джонстон (к) |  |
| Н                |  | Волтер Рікетт      |  |
| Н                |  | Джордж Дік         |  |
| Н                |  | Стен Мортенсен     |  |
| Н                |  | Алекс Манро        |  |
| Н                |  | Стенлі Метьюз      |  |
| Головний тренер: |  |                    |  |
| Джо Сміт         |  |                    |  |